# Catarina Wallenstein
Catarina Wallenstein est une actrice portugaise, née le 23 août 1986 à Londres[réf. nécessaire].

## Filmographie

### Cinéma
- 2005 : Fin de curso de Miguel Marti : Isabelle
- 2006 : Sitiados (court métrage) de Mariana Gaivão : Diana
- 2007 : Après lui de Gaël Morel : Maria
- 2007 : Lobos de José Nascimento : Vanessa
- 2008 : Um Amor de Perdição de Mario Barroso : Mariana da Cruz
- 2009 : Singularités d'une jeune fille blonde (Singularidades de uma Rapariga Loura) de Manoel de Oliveira : Luísa Vilaça
- 2010 : Mystères de Lisbonne (Mistérios de Lisboa) de Raoul Ruiz : la comtesse de Arosa
- 2010 : Le Film de l'intranquillité (Filme do Desassossego) de João Botelho : l'éducatrice sentimentale
- 2012 : A Moral conjugal de Artur Serra Araujo
- 2012 : The Knot de Jesse Lawrence : Pollyanna
- 2013 : La Cage dorée de Ruben Alves : la chanteuse de fado
- 2017 : Peregrinação de João Botelho : Maria Correia de Brito
- 2018 : Le Cahier noir de Valeria Sarmiento : Concettina
- 2018 : Sauvages de Dennis Berry : Léa

### Télévision
- 2004 : Só Gosto De Ti : María
- 2005 : Uma Aventura : Inês
- 2006 : Glória : Tânia
- 2007 : Nome de Código: Sintra : Inês Silveira
- 2007 : Conta-me como foi : Françoise
- 2009 : A Vida Privada de Salazar : Júlia Perestrelo
- 2009-2010 : Destino imortal : Sofia
- 2010 : Espirito indomavel : Teresa jeune
- 2011 : Mystères de Lisbonne (Mistérios de Lisboa) de Raoul Ruiz : Comtesse de Arosa
- 2013 : Depois do adeus : Ana Maria Mendonça
- 2013 : Familia açoreana
- 2015 :  Santa Bárbara (TVI): Júlia Montemor
- 2019 : A Teia (série télévisée) : Julie[1] (83 épisodes)

## Nominations
- 2009 : Globo de Ouro de la meilleure actrice pour Lobos